# 롤프 카를스
롤프 한스 빌헬름 카를 카를스(Rolf Hans Wilhelm Karl Carls: 1885년 5월 29일 – 1945년 4월 24일)는 독일의 해군 군인이다. 제2차 세계 대전 당시 전쟁해군 상급제독까지 승진했으며 기사십자 철십자장 수훈자이다.
제1차 세계 대전 개전 시점에 순양함 SMS 브레슬라우의 승무원이었다. 그 뒤 전투함 SMS 쾨니히에 근무하고 잠수함 SM U-9, SM U-124를 지휘했다.
전간기에 카를스는 해군최고사령부 훈련 부서 부서장이 되었고 낡은 전투함 SMS 헤센의 함장이 되었다.
1933년 함대 참모장이 되었고 이듬해 전투함 총사령관이 되었다. 1937년에서 1938년 사이에 함대사령관을 역임했고 이후 발트 해 방면을 지휘하는 제독이 되었다.
1943년 초 에리히 레더가 히틀러와의 불화 끝에 사임하면서 카를스와 카를 되니츠를 후임자 후보로 추천했다. 히틀러는 되니츠를 선택했고, 카를스는 해군 지도부의 마찰을 막기 위해서인지 예편했다.
1945년 바트올데슐로에에서 공습을 피해 쾨니히슈트라세 전문학교 지하실에 들어가 있다가 다른 사람 29명과 함께 깔려 죽었다.
| 전임 제독 리하르트 푀르스터 | 제2대 전쟁해군 함대장 1936년 12월 21일 – 1938년 10월 31일 | 후임 제독 헤르만 뵈흐메 |

| 전임 상급제독 콘라트 알브레히트 | 제2대 동부해군집단지휘관 1939년 10월 31일 – 1940년 9월 20일 | 후임 (폐지) |

| 전임 (신설) | 제1대 북부해군집단지휘관 1940년 9월 21일 – 1943년 3월 2일 | 후임 상급제독 오토 슈니빈트 |